# Камйонек-Великий
Камйонек-Великий (пол. Kamionek Wielki, нім. Groß Steinort) — село в Польщі, у гміні Толькмицько Ельблонзького повіту Вармінсько-Мазурського воєводства.
Населення — 503 особи (2011).
У 1975-1998 роках село належало до Ельблонзького воєводства.

## Демографія
Демографічна структура станом на 31 березня 2011 року:
|          | Загалом | Допрацездатний вік | Працездатний вік | Постпрацездатний вік |
| -------- | ------- | ------------------ | ---------------- | -------------------- |
| Чоловіки | 246     | 75                 | 158              | 13                   |
| Жінки    | 257     | 47                 | 136              | 74                   |
| Разом    | 503     | 122                | 294              | 87                   |